# باتريشيا ونتورث
باتريشيا ونتورث (بالإنجليزية: Patricia Wentworth)‏ (10 نوفمبر 1878 في الهند - 28 يناير 1961 في المملكة المتحدة)؛ كاتِبة وروائية بريطانية.